# Amset
Amset est un génie anthropomorphe de la mythologie égyptienne.
C'est la divinité protectrice du foie des morts. Elle est représentée sous la forme d’un homme momifié. Son lieu de culte est associé à la ville de Bouto dans le delta du Nil. Il est l’un des quatre génies funéraires appelés « enfants d'Horus » qui avaient pour mission de garder les viscères du corps du défunt.
À partir de la fin de la XVIIIe dynastie, les bouchons des vases canopes sont modelés à l’image des divinités qui les protègent. Le vase canope qui renferme le foie protégé par Amset, est coiffé d'un couvercle qui représente une tête humaine. Pour que le pouvoir s’accomplisse et qu’il protège les organes momifiés, ce génie doit être associé à une déesse et à un point cardinal. Pour Amset c’est le Sud et la déesse Isis.
Les enfants d'Horus représentés sur les vases canopes :
- Amset (ou Imseti), protège le foie, avec Isis ;
- Hâpi, protège les poumons, avec Nephtys ;
- Douamoutef, protège l'estomac, avec Neith ;
- Kébehsénouf, protège l'intestin, avec Serket.